# Hideyuki Kikuchi
Hideyuki Kikuchi (菊 地 秀 行 Kikuchi Hideyuki, Choshi, 25 de setembro de 1949) é um autor japonês conhecido por suas novelas de terror. Suas obras mais famosas incluem a série Vampire Hunter D, Darkside Blues e Wicked City.

## Biografia
Nasceu em Choshi, no Japão, irmão do músico de jazz Naruto Kikuchi. Ele freqüentou a Universidade Aoyama Gakuin onde se formou em direito e serviu como presidente do grupo de pesquisa de literatura de mistério. Participou do grupo pesquisa de literatura estabelecida pelos estudantes da universidade de Waseda. Foi treinado como escritor pelo famoso autor Kazuo Koike. Depois de trabalhar como escritor freelancer, sua primeira novela, Demon City Shinjuku, foi publicada em 1982. Enquanto suas primeiras obras eram prosa típica, quando ele ganhou fama, então adaptou para um estilo de escrita mais conciso.
Kikuchi tornou-se amigo íntimo do escritor e diretor Yoshiaki Kawajiri durante sua adaptação de Wicked City e os dois já trabalharam no filme Vampire Hunter D: Bloodlust e OVA de Demon City Shinjuku.

## Obras

#### Série Vampire Hunter D
Segue a história em um mundo pós apocalíptico do caçador de Vampiros D, um dampiro, hibrido fruto da relação de um vampiro com uma humana. Ele é famoso  por sua habilidade e graça sobrenatural, mas temido e desprezado por sua linhagem mista: nascido de ambas as raças, mas não pertencendo a nenhuma das duas.

#### Série Demon City Shinjuku
A série ocorre em um mundo onde a cidade Shinjuku foi transformada em uma cidade de demônios e monstros, e segue um jovem chamado Kyoya Izayoi, usuário da arte mística de Nempo, que deve descobrir como o desastre se relaciona com sua própria família.

#### Série Demon City Blues
Conforme relatado nos eventos da obra Demon City Shinjuku, um terremoto devastador descarregado por forças sobrenaturais deixou a maior parte do Japão em ruínas, transformando o distrito de Shinjuku em uma zona suspensa entre o mundo mortal e o Inferno. O distrito tornou-se uma favela isolada na qual os humanos lutam para coabitar com monstros e demônios todos os dias. Vivendo neste lugar, um jovem investigador privado especializado em pessoas desaparecidas com o nome de Setsura Aki é encarregado de missões perigosas que o colocam contra as piores entidades do mundo inferior.

#### Série Demon City Nowaru
Esta história segue Fuyuharu Aki, o primo de Setsura Aki

#### Série Treasure Hunter
Uma série de novelas novelas de jovens adultos também chamada de  Série Alien  pelo uso de "alienígenas" em cada título, a história segue uma estudante aparentemente comum chamada Dai Yagashira, que viaja ao redor do mundo coletando tesouros raros e sobrenaturais. Um membro da associação internacional dos caçadores de tesouro e herdeiro de uma família de caçadores de tesouros, Yagashira luta contra soldados, milícias privadas e outros caçadores de usando armas de alta tecnologia e artefatos poderosos. Enquanto as ilustrações originais foram fornecidas por Yoshitaka Amano com exceção das ilustrações de Masahiro Shibata para "Império da Morte Negra", as ilustrações nos volumes vinculados são de Koichiro Yonemura.

#### Mangás
- Darkside Blues
- Demon Palace Babylon
- Vampire Hunter D
- Taimashin
- Taimashin - Masatsu Note
  - Masatsu Note Taimashin Toudouhen (continuação de Taimashin - Masatsu Note)
- Taimashin: Akamushi Masatsukou
- Shibito no Ken
  - Shin Shibito no Ken (continuação de Shibito no Ken)
- Makai Toshi Hunter
  - Makai Toshi Hunter Series: Makyuu Babylon
  - Makai Toshi
- Blue Rescue
- Alien Hihouden
- Darkside Blues
- Jashin Sensen Risutora Boy
- Makai Ishi Mephisto
- Majin Keiji
- Makai Gakuen
- Mokushiroku Senshi
- Rappa (SASAKURA Kou)